# Џо Свејл
Џо Свејл (енгл. Joe Swail; 29. август 1969) бивши је професионални играч снукера из Северне Ирске. Играо је у полуфиналу Светског првенства 2000. и 2001. године, а био је једном у финалу рангираног турнира 2009. Био је шампион Ирске 1992. и 2005. године.

## Финала
| Исход     | Година | Турнир     | Противник у финалу | Резултат |
| --------- | ------ | ---------- | ------------------ | -------- |
| Финалиста | 2009.  | Welsh Open | Али Картер         | 5 : 9    |